# 萍聚
萍聚，是一首台灣的校園民歌，作者不明。在眾多說法之中，創作年代最早可推至1967年。約莫於1970年代在救國團營隊活動中流傳，後來由歌手李翊君演唱收錄在1987年出版的專輯《萍聚》中，唱片銷量突破二十萬張。

## 匿名的作者
〈萍聚〉在唱片發行時作者一直寫作「嚕啦啦」，而「嚕啦啦」只是救國團轄下的「中國青年服務社假期活動服務員」的簡稱，最初的作者並未署名。
根據救國團總團部活動處處長羅健龍在2021年受訪時的說法，〈萍聚〉在救國團營隊活動中流傳的歷史，可以追溯到1975年以前。在救國團較新近的相關出版品中曾經註明作者為「嚕啦啦」第十一期成員戴榮旭，根據期數推估他加入「嚕啦啦」的時間約在1979年。儘管曾有此記載，但羅健龍表示團體內部對於〈萍聚〉的作者也並沒有很肯定的答案。2021年9月19日嚕啦啦23期王慕榕表示，傅傳傑先生稱《萍聚》是由他譜曲，由同為嚕啦啦11期的戴榮旭先生填詞；馬來西亞的陸君奕先生承認非自己創作。
2009年，音樂老師孫正明宣稱，他是〈萍聚〉的作曲人。1967年夏天，他就讀國立台灣師範大學音樂系二年級，在一個為期三個禮拜的音樂師資研習活動上，巧遇兩名年齡相仿的女同學，她們因為知道自己是音樂科班出身，一次下課時間，拿來草稿紙上一小段歌詞請他幫忙譜曲，打算拿去參加救國團歌曲甄選。孫正明表示，原詞有點像兒歌、童謠，沒辦法唱，所以又加了一段副歌。彼時，校方嚴禁學生私下參加通俗音樂創作與比賽，所以他要求參加徵選時，千萬不要署名。而孫正明所提及的另外兩位共同作詞者，姓名迄今未曾公開。
〈萍聚〉作者不明的情形，在馬來西亞引發一段疑雲。網路上流傳一種版本的說法，稱〈萍聚〉的作者來自馬來西亞吉隆坡尊孔獨立中學，歌手江明學2006年在當地演出時表示支持此說法。但根據江明學於2017年左右在YouTube影片下的留言，他表示所有關於〈萍聚〉作者的傳說都沒有有力證據，以至於從未有人獲得資格領取唱片公司存入銀行專戶中的詞曲費用；關於馬來西亞的傳聞，江明學說明自1990年代開始，他在馬來西亞遭受黑函攻擊，被誣指冒稱是〈萍聚〉的作者導致身分為僑生的原作者自殺，江明學當時因無力澄清，只好放棄在馬來西亞的歌唱事業。關於黑函一事，在江明學於2019年自殺身亡後，曾有記者試圖求證，但相關人士否認知情。

## 歌手的演繹
1987年，歌手李翊君演唱的〈萍聚〉收錄在同名專輯《萍聚》中，唱片銷量突破二十萬張。1989年，歌手江明學又翻唱了〈萍聚〉，收錄在專輯《秋意上心頭》中，並且在新加坡馬來西亞唱紅了這首歌曲。
1992年，香港歌手曾航生與何婉盈合唱了粵語版，歌名為〈再見亦是朋友〉，甫推出在港大受歡迎並成為兩台流行榜冠軍歌；歌曲收錄於曾航生《想念你》專輯，銷量突破雙白金（十萬張），以當時1992年初香港總人口只有台灣約3.6分之一計算，成績婓然。

## 演唱過的的歌手
- 李翊君
- 卓依婷
- 江明學